# Прайор, Александер
Алекса́ндер Пра́йор (англ. Alexander Prior, род. 5 октября 1992) — дирижёр, праправнук К. С. Станиславского.
Александер Прайор родился 5 октября 1992 года в Лондоне в семье русской матери и отца-англичанина.
Впервые сел за фортепиано в три года, в восемь лет написал первое музыкальное произведение, выступал с вокальными оперными партиями. Учился в Лондонском Королевском музыкальном колледже. В 2005 году поступил в Санкт-Петербургскую консерваторию по классам композиции и дирижирования (профессор Александр Васильевич Алексеев). Окончил консерваторию в 2011 году.
В 2010 году назначен помощником дирижёра Симфонического оркестра Сиэтла.
Лауреат конкурса BBC «Молодой композитор года» (2005), конкурса дирижёров в Лидсе (2009). Автор более 40 музыкальных произведений, включая оперу, два балета (в том числе музыкальная драма «Маугли», постановка Государственного театра классического балета на сцене московского театра Новая опера, 2007 год), прелюдии, симфонии и фортепианные концерты.